# Hrvatska gimnazija u Pazinu
Hrvatska gimnazija u Pazinu (prvobitno ime: Carsko-kraljevska velika državna gimnazija) prva je srednjoškolska ustanova istarskih Hrvata. Otvorena je 1899. u Pazinu nakon dugogodišnje i uporne borbe istarskih preporodnih prvaka Jurja Dobrile, Matka Laginje, Vjekoslava Spinčića, Dinka Vitezića, Dinka Trinajstića, Šime Kurelića i drugih. Njezino je otvorenje bilo važan uspjeh u borbi za očuvanje nacionalnog identiteta te društveni, kulturni i gospodarski napredak.

## Povijest

### Osnivanje
U Istri su nedostajali školovani hrvatski kadrovi koji bi se uključili u borbu za nacionalnu i političku emancipaciju. Osim osnovnog opismenjivanja, posebno se nametala potreba srednjoškolske izobrazbe na materinskom jeziku, temeljnoga uvjeta za odgoj domaće inteligencije. Pitanje srednje škole s nastavom na hrvatskom jeziku postavljano je više puta na sjednicama općinskih vijeća, Istarskoga sabora u Poreču i u Carevinskom vijeću u Beču. Posebno je snažan bio odjek proglasa "Hrvatskom narodu po Istri i otocih", koji su u svezi s akcijom za otvaranje gimnazije potpisali 1874. Matko Laginja, Eugen Kumičić, Andrija Štanger, Ivan Rabar i drugi studenti. Kada se pročulo da su u državni proračun za 1899. uneseni i troškovi za hrvatsku gimnaziju u Pazinu, istarski su se Talijani žestoko pobunili. Svi načelnici talijanskih općina Istre sastali su se u Trstu 15. siječnja 1899. kako bi Vladi zajednički podastrli svoj prosvjed protiv takve škole.
Pozivajući se na zaključak iz 1872., Zemaljski je sabor u Poreču donio odluku da u  Pazinu, uz Hrvate, svoju gimnaziju otvore i Talijani, i to na trošak pokrajine Istre. Hrvatska gimnazija bila je smještena u zgradi na Buraju (poslije zgrada Državnoga arhiva u Pazinu). Prvi ravnatelj bio je Fran Matejčić, a prvim su profesorima imenovani Josip Jošt i Josip Roža. Za upis se prijavilo 128 kandidata, od kojih je primljen 101, pa je 16. rujna 1899. otvoren prvi razred gimnazije. Godišnje se upisivalo približno 200 učenika u osam odjela. Prvi su ispit zrelosti položila 32 učenika 1907. Tada je to bila jedina takva škola za Istru, kvarnerske otoke i dio Slovenskog primorja. Radi zbrinjavanja učenika slabijeg imovinskog stanja već je 1899. osnovano Đačko pripomoćno društvo, s Dinkom Trinajstićem na čelu. Ono je 1913. potaknulo izgradnju đačkoga doma (konvikta) u Pazinu (današnja zgrada Pazinskoga kolegija).

### Talijanska okupacija
Škola je djelovala do 1918. kada je, nakon talijanske okupacije Istre zatvorena. Do tada je izvela 12 naraštaja maturanata. U njoj su kao profesori djelovali pjesnik Vladimir Nazor, Aleksandar (Saša) Šantel, Fran Novljan, Zvonimir Doroghy, Ivan Pregelj i drugi. Među učenicima su bili npr. Mijo Mirković (Mate Balota), Božo Milanović, Antun Motika, Otokar Keršovani, Angelo Cerkvenik, Bogdan Cerovac i drugi. Za talijanske okupacije i fašističke vladavine u Pazinu je djelovala samo gimnazija s nastavom na talijanskom jeziku (1923. – 1943.), a učenici Hrvatske gimnazije nastavili su se školovati u Zagrebu, Karlovcu, Sušaku, Krku i drugdje. Po završetku I. svjetskog rata u Karlovcu je zato otvoren internat za smještaj izbjeglica iz Istre, Rijeke i Sušaka. Kada su se sušački učenici vratili kućama, Istrani su se priključili karlovačkoj gimnaziji, i tu se školovali do 1925. Potom se uglavnom školuju u Zagrebu, gdje je za njih bio otvoren internat na Markovu trgu, te u Krku i drugim mjestima gdje su našle utočište mnoge izbjegle obitelji iz Istre.

### Poslijeratno razdoblje
Nakon II. svjetskog rata škola nastavlja djelovati u obnovljenoj zgradi na Buraju, a 1946. preseljena je u zgradu današnjega Poglavarstva Grada Pazina, gdje djeluje pod nazivom Hrvatska realna gimnazija u Pazinu (zgrada na Buraju dodijeljena je Đačkom domu u kojem su bili smješteni gotovo svi učenici gimnazije); 1949. preselila se u novo zdanje, što ga je izgradilo hrvatsko Ministarstvo prosvjete u okviru svojega prvoga većeg ulaganja u istarsko školstvo. Tada je nazvana po svojem nekadašnjem učeniku Otokaru Keršovaniju. Od 1956. postaje četverogodišnjom školom, a niži razredi ulaze u sastav osnovne škole. Godine 1966. – 1972. Gimnazija za potrebe pazinskoga gospodarstva osniva strukovne škole: tekstilnu (1966.), tekstilnu tehničku (1968.) i kamenoklesarsku (1971.). Godine 1973. od gimnazije i strukovnih škola formiran je Srednjoškolski centar "Otokar Keršovani", u kojem se do 1975., uz gimnazijsko školovanje, ostvaruju i programi opće srednje škole građevinskoga smjera (za kamenoklesare) te opće srednje škole tekstilnoga i kemijskoga smjera. U daljnjoj je fazi reforme usmjerenog obrazovanja uveden i pripremni stupanj te sedam smjerova u završnom stupnju (odgojno-obrazovni, tekstilni, ekonomski, matematičko-informatički, kemijski, prehrambeni i građevinski), potom, u suradnji sa školama u Labinu i Poreču, programi metalske i poljoprivredne struke. U razdoblju 1973. – 1983.  djelatnost Centra proširena je od 13 odjela s 340 učenika na 28–32 odjela s prosječno 750–950 učenika; u njemu je djelovalo više od 40 nastavnika i oko 30 vanjskih suradnika različita profila.

## Danas
Nakon što se srednjoškolski centar 1993. uselio u novu školsku zgradu, stvoreni su dobri uvjeti za rad srednjeg obrazovanja u Pazinu, ali i osnovne škole, kojoj je pripao prostor što ga je do tada zauzimala srednja škola. Od 1993. slijednik je stare hrvatske gimnazije nova Gimnazija i strukovna škola "Jurja Dobrile", u koju se prosječno upisuje 725 učenika u 25 razrednih odjela, i to: 12 gimnazijskih (opća gimnazija) i 13 razreda strukovnih škola (strojarstvo, elektrotehnika, ekonomija i trgovina), te ima 65 stalno zaposlenih (među njima 52 nastavnika).
Od 1997. godine ostvaruje se projekt pod nazivom "Susreti škola" u okviru kojeg je uspostavljena suradnja s učenicima, nastavnicima i roditeljima iz Geschwister Scholl Gymnasium iz Marla u Njemačkoj, Sukromne slovanske gymnazium iz Bratislave, a od 2004. i s Liceo classico Michelangiolo iz Firence.
Na središnjoj svečanosti obilježavanja Svjetskog dana učitelja, održanoj 5. listopada 2002. u Zagrebu, ministar prosvjete i športa Republike Hrvatske dr. Vladimir Strugar uručio je školi priznanje za 2002. godinu - za uspješan, kvalitetan i kreativan rad. Škola je od 29. listopada 2001. uključena u međunarodni program eko-škole koji se u školi ostvaruje pod geslom "Eko - moja škola". Na svečanoj sjednici Pokreta prijatelja prirode "Lijepa naša" održanoj 2. travnja 2003. godine u Zagrebu, školi je dodijeljena Zelena zastava te je stekla status međunarodne Eko - škole.
Škola ima tradicionalno vrlo razvijenu kulturnu i javnu djelatnost. Uključena je u UNESCO-ov projekt SEMEP, u program GLOBE, te u projekt "Škola demokracije".

## Poznati predavači, pedagozi i ravnatelji
- Miroslav Bulešić
- Zvonimir pl. Doroghy
- Božidar Finka
- Vera Fischer–Fišer
- Josip Jošt
- Mate Križman
- Josip Malić
- Ivan (Ivo) Mardešić i drugi
- Fran Matejčić
- Vladimir Nazor
- Franjo (Fran) Novljan
- Ivan Pregelj
- Josip Roža
- Aleksandar (Saša) Šantel
- Martin Zgrablić
- Nikola Žic

## Poznati učenici
- Ante Bartolić
- Stojan Brajša
- Josip Bratulić
- Josip Brnobić Humski
- Angelo Cerkvenik
- Bogdan Cerovac
- Spomenka Čalić-Newman
- Antun Hek
- Otokar Keršovani
- Božo Milanović
- Mijo Mirković (Mate Balota)
- Antun Motika
- Ernest Radetić
- Petar Turčinović
- Tugomil Ujčić
- Vjekoslav Zidarić
- Siniša Zrinšćak
- Srećko Zuglia i drugi.

## Vanjske poveznice
- Gimnazija i strukovna škola "Jurja Dobrile" u Pazinu
- Gimnazija i strukovna škola "Jurja Dobrile" u Pazinu 120. obljetnica
- https://istra.lzmk.hr/clanak/1145 J. Šiklić, pristupljeno, 18. studenog 2012.